# Lamouilly
Lamouilly é uma comuna francesa na região administrativa de Grande Leste, no departamento de Meuse. Estende-se por uma área de 4,76 km². Em 2010 a comuna tinha 93 habitantes (densidade: 19,5 hab./km²).